# Comorophisis
Comorophisis is een geslacht van rechtvleugeligen uit de familie sabelsprinkhanen (Tettigoniidae). De wetenschappelijke naam van dit geslacht is voor het eerst geldig gepubliceerd in 2012 door Hugel.

## Soorten
Het geslacht Comorophisis omvat de volgende soorten:
- Comorophisis labati Hugel, 2012
- Comorophisis mayottensis Hugel, 2012